# 古斯塔夫·哈特勞布

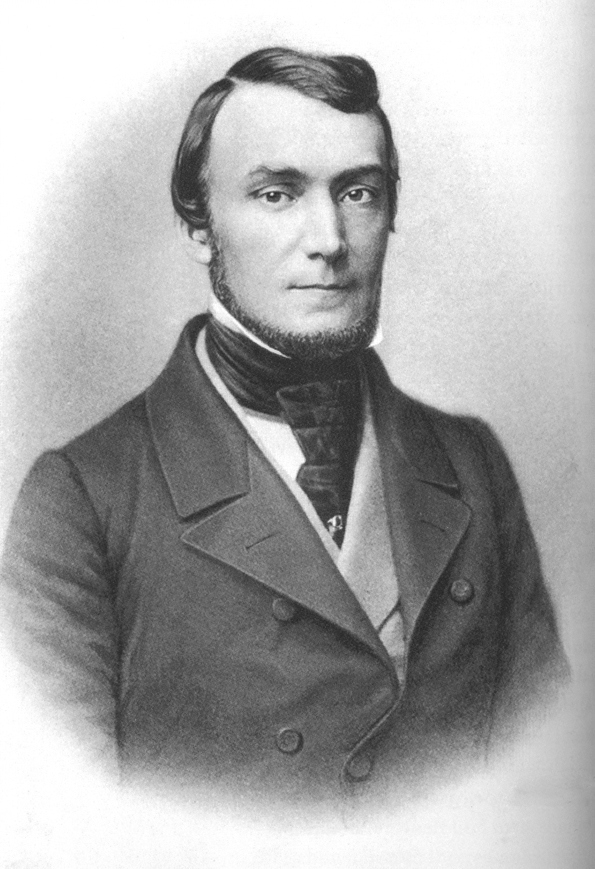
古斯塔夫·哈特勞布

卡雷爾·約翰·古斯塔夫·哈特勞布（德語：Karel Johan Gustav Hartlaub，1814年11月8日—1900年11月29日）是一位德國醫生與鳥類學家。
哈特勞布出生於不來梅，學生時期住於波昂與柏林，並畢業於哥廷根的醫學院。1840年，哈特勞布開始蒐集與研究珍奇鳥類，並將這些鳥類標本捐贈予不萊梅自然歷史博物館，其中有些鳥類是第一次被描述。1852年，哈特勞布與吉恩·路易斯·卡巴尼斯一起創辦了《鳥類學雜誌》。

## 外部連結
- 维基共享资源上的相關多媒體資源：古斯塔夫·哈特勞布
- 互联网档案馆中古斯塔夫·哈特勞布的作品或与之相关的作品